# السجن (فلم 1949)
السجن (بالإنجليزية: Prison) هو فيلم دراما تم إنتاجه في السويد وصدر في سنة 1949. الفيلم من إخراج إنغمار برغمان وكتابة إنغمار برغمان.

## وصلات خارجية
- مقالات تستعمل روابط فنية بلا صلة مع ويكي بيانات